# Гуменюк Надія Павлівна
Наді́я Па́влівна Гуменю́к (нар.2 січня 1950, Онацьківці) — українська поетеса, прозаїкиня, публіцистка, членкиня Національної спілки письменників України, заслужений журналіст України, лауреат премії Кабінету Міністрів України імені Лесі Українки та інших літературних премій. Дружина відомого волинського письменника Володимира Лиса.

## Біографія
Народилася 2 січня 1950 року в селі Онацьківці Полонського району Хмельницької області. Закінчила з відзнакою шкільний відділ Хмельницького педагогічного училища (1970) та факультет журналістики Львівського державного університету імені Івана Франка (1977).
Журналістську діяльність розпочала 1973 року у редакціях Каланчацької (Херсонщина) та Луцької (Волинь) районних газет. Працювала кореспондентом Рівненського обласного радіо (1975—1980), завідувачкою відділу Луцької районної газети (1980—1985), редактором радіогазети Луцького шовкового комбінату (1987—1990), заступником головного редактора луцької міської газети «Народна трибуна» (1990—1995). З 1996 року — редактор відділу культури Волинської обласної газети «Віче». З 1989 року очолювала один з найбільших у Луцьку осередок Товариства української мови, на початку дев'яностих років була головою луцької міської «Просвіти», працювала в обласних організаціях Українського фонду культури, Союзу українок, в обласній комісії з питань утвердження української мови, пізніше очолювала Волинську обласну організацію Всеукраїнського товариства «Просвіта».
Надія Гуменюк є членкинею Національної спілки журналістів України (з 1977), членом Національної спілки письменників України (з 1995).

## Літературна діяльність
Вперше публікуватися почала у десятирічному віці у всеукраїнській газеті для школярів «Зірка». У 1965 році стала переможцем літературного конкурсу на честь ювілею цього видання і була нагороджена двомісячною путівкою у Міжнародний дитячий табір «Артек», де відбувався зліт юних талантів СРСР і впродовж двох місяців тривали зустрічі з відомими митцями, журналістами і літераторами. У 1972 році відбувся дебют у журналі «Радянська жінка», з благословінням Любові Забашти. Далі — публікації у журналах «Україна», «Жовтень», «Прапор» та колективних збірниках. У 1992 році у видавництві «Каменяр» побачила світ перша збірка поезій Надії Гуменюк «Країна світла». Відтоді почалося активне входження письменниці в літературу. У видавництві «Надстир'я» вийшла збірки поезій «Каріатиди» (1994) та «Однокрил» (2000), у видавництві «Волинська книга» — «Тайнопис тиші» (2005) і «Голос папороті» (2009).
Поезії Надії Гуменюк властиві громадянське звучання, філософське осмислення світу, щирість; вся вона пронизана ліричним струменем, що балансує на межі жорстокої дійсності і пошуку ідеалу, земного і небесного, скороминущого і вічного.
Наприкінці дев'яностих років Надія Гуменюк дебютувала як дитяча письменниця. Видавництво «Надстир'я» видало її популярні серед дітей книжки «Чапики — Чалапики» (1990), «Веселка для Веселика» (2001), «Де гуляє крокотам» (2003), «Казка про козака Ярка і Яринку-Живинку» (2004), «Котилася писанка» (2004), а тернопільське видавництво «Підручники і посібники» — «Святвечір» (2003). Книжка «Веселка для Веселика» була представлена в Києві на книжковій виставці у Національній спілці письменників України як одне з найкращих видань для дітей у 2001 році, а книжка «Де гуляє крокотам» отримала диплом в номінації «Література для дітей» на Першому книжковому форумі, що проходив у Тернополі у 2003 році.

## Відгуки про творчість
Євген Баран, літературний критик: «Легка й доступна поетична мова Надії Гуменюк. Немає насильства літературної штучності у слові й образі. Таке природне взаємопереплетіння: життєвого досвіду, таланту й літературної традиції».
Микола Жулинський, лауреат Національної премії імені Тараса Шевченка: «Талант Надії Гуменюк різнобічний і багатий. Це справді заслужена журналістка не тільки за званням, але й за великим авторитетом. Вона чудовий прозаїк і публіцист. Але передовсім Надія Гуменюк — чудова поетеса. Її поезії з останньої збірки, що має назву „Голос папороті“, мене вражають тим, що в них така волинська, тиха, але надзвичайно багата образність. Це поетеса класичного стилю, дуже виваженої поетичної традиції».
Діана Клочко, мистецтвознавець, головний редактор видавництва «Грані-Т»: «Серед відкриттів минулого року — і Надія Гуменюк з Луцька. Її повісті „Зустріч на Босому мосту“ і „Таємниця Княжої гори“, що здобула перше місце у конкурсі „Золотий лелека“, написані гарною, образною, я б сказала, елегантною мовою. У них вміло поєднані історія і сучасність».
Михайло Слабошпицький, лауреат Національної премії імені Тараса Шевченка: «Друга премія конкурсу „Ярославів Вал“ — роман Надії Гуменюк із Луцька „Білий вовк на Чорному Шляху“. Досі Надія Гуменюк була знана здебільшого як поетеса й авторка блискучих поезій для дітей. Я мав приємність говорити про її твори в своїх передачах „Ex libris“ та „Прем'єра книги“. Надія Гуменюк перебуває у прекрасній творчій формі. Головне в романі „Білий вовк на Чорному Шляху“ — гарна мова і захоплюючий динамічний сюжет, тобто те, чого нині дуже потребує українська проза».
Петро Сорока, письменник: «Роман Надії Гуменюк „Янгол у сірому“ випромінює якесь особливе тепло, він ніби засвічений ізсередини (…). Прикметна особливість художнього стилю Н. Гуменюк — виражена притчевість, що робить її цікавою не тільки для сучасного, а, хочеться вірити, і для прийдешнього читача. Ця притчевість іде не лише від доброго знання світової літератури, а також від народної традиції(…)».
Віктор Вербич, письменник, журналіст: «Кожна книга Надії Гуменюк, без жодного перебільшення, це явище. Маю на увазі як прозу, так і поезію та драматургію(…). Роман Надії Гуменюк „Енна“ — унікальне прозове полотно, у якому нагадує про себе не лише вже приречена епоха, а й життєдайно проглядають візії прийдешності. До того ж колорит цього твору промовляє волинськими реаліями».

### Поезія
- Країна світла. – Львів: Каменяр, 1992. – 53 с.
- Каріатиди. – Луцьк: Надстир'я, 1994. – 60 с.
- Однокрил. – Луцьк: Надстир'я, 1999. – 150 с.
- Тайнопис тиші. – Луцьк: Волинська книга, 2005. – 76 с.
- Голос папороті. – Луцьк: Волинська книга, 2009. – 200 с.
- Аркан для ластівки: поезія – Луцьк: Надстир'я, 2019 – 135 с.
- На терезах осені. – Львів: Каменяр, 2020. – 46 с.
- Ворожіння на мальві. — Київ: Ярославів Вал, 2024. — 152 с.

### Проза
- Янгол у сірому: роман. – Тернопіль: Богдан, 2012, 2013. – 200 с.[3]
- Коханий волоцюга: маленькі повісті про любов. – Харків: «Клуб Сімейного Дозвілля», 2014. – 224 с.[4]
- Енна: роман. – Харків: «Клуб Сімейного Дозвілля», 2014, 2015. – 256 с.
- Вересові меди: роман. – Харків: «Клуб Сімейного Дозвілля», 2015 – 315 с.
- Танець білої тополі: роман. – Харків: «Клуб Сімейного Дозвілля», 2016 – 301 с.
- Етюд із метеликом: маленькі повісті про любов. – Харків: Віват, 2017 – 237 с.
- Дожити до весни: роман. – Харків: «Клуб Сімейного Дозвілля», 2018 – 236 с.
- Квіти на снігу: роман. – Харків: «Клуб Сімейного Дозвілля», 2018 – 203 с.
- Вересові меди: роман. Видання друге, доповнене. — Харків: «Клуб Сімейного Дозвілля», 2019 – 316 с.
- Корона на одну ніч: роман. – Харків: «Клуб Сімейного Дозвілля», 2019 – 316 с.
- Та, що ламає вітер: роман. – Харків: «Клуб Сімейного Дозвілля», 2022 – 272 с.
- Плач пересмішниці: роман. – Харків: «Клуб Сімейного Дозвілля», 2021 – 252 с.
- Та, що ламає вітер: роман. – Харків: «Клуб Сімейного Дозвілля», 2022 – 272 с.
- Дожити до весни: роман (перевидання). – Харків: «Клуб Сімейного Дозвілля», 2022 – 432 с.
- Енна. Дорога до себе: роман (перевидання). – Харків: «Клуб Сімейного Дозвілля», 2023 – 366 с.
- І дощ не змиє всі сліди: роман. – Харків: «Клуб Сімейного Дозвілля», 2023 – 238 с.
- Тінь Командора: роман. – Харків: «Клуб Сімейного Дозвілля», 2023 – 238 с.
- «Твоя навіки...»: роман. — Харків: Фоліо, 2024 — 320 с.

### Драматургія
- Охоронець для Янгола: радіоп'єси. – Луцьк: Твердиня, 2011. – 114 с.

### Книжки для дітей
- Чапики-чалапики: вірші для дітей. — Луцьк: Надстир'я, 1999. — 24 с.
- Веселка для веселика: вірші для дітей. — Луцьк: Надстир'я, 2001. — 32 с.
- Святвечір: пісні для дітей. — Тернопіль: Підручники і посібники, 2003. — 24 с.
- Де гуляє крокотам?: вірші для дітей. — Луцьк: Надстир'я, 2003. — 32 с.
- Казка про козака Ярка і Яринку-Живинку. — Луцьк: Надстир'я, 2004. — 24 с.
- Котилася писанка: вірші-писанки для дітей. — Луцьк: Надстир'я. 2004. — 28 с.
- Силует на вежі: оповідання для дітей. — Луцьк: Твердиня, 2005. — 34 с.
- Зайчик полем чеберяє: вірші для дітей. — Луцьк: Волинська книга, 2006. — 16 с.
- Боні і підземна ріка: оповідання для дітей. — Луцьк: Волинська книга, 2008. — 54 с.
- Яка мама в крокотама?: вірші для дітей. — Луцьк: Волинська книга, 2008. — 28 с.
- Загадковий дирижаблик: вірші для дітей. — Луцьк: Волинська книга, 2008. — 40 с.
- Зустріч на Босому мосту: повість для дітей. — Київ: Грані-Т, 2009. — 184 с.
- Таємниця Княжої гори: повість для дітей. — Київ: Грані-Т, 2009. — 196 с.
- У Янгола під крилом: вірші для дітей про українські свята. — Луцьк: Волинська книга, 2010. — 84 с.
- Білий вовк на Чорному шляху:[5] роман для дітей. — Київ: Ярославів Вал, 2010. — 140 с.
- Буслик хоче до Світязя: вірші, казки, оповідання. — Луцьк: Твердиня, 2010. — 64 с.
- Літо з амазонками: повість для дітей. — Луцьк: Волинська книга, 2011. — 92 с.
- Шуршик В. та інші: казки з Яринчиного саду. — Тернопіль: Богдан, 2012. — 144 с.
- Чупакабра і чотири «мушкетери»: повість для дітей. — Київ: Грані-Т, 2013. — 190 с.
- Лелеча фортеця: повість для дітей. — Луцьк: Терен, 2013. — 118 с.
- В України — іменини: пісні для дітей. — Луцьк: Надстир'я, 2014. — 32 с.
- Манюня і Марципан: оповідання для дітей. — Луцьк: Твердиня, 2015. — 106 с.
- Перекотиняв: вірші для молодшого шкільного віку. — Житомир, 2018. — 32 с.
- Роденія, або Подорож за веселку: фентезі. — Харків: Віват, 2020 — 196 с.
- Зустріч на Босому мосту: повість. — Тернопіль: Богдан. 2019 — 216 с.
- Білий вовк на Чорному шляху: козацьке фентезі. — Тернопіль, 2019: Богдан, 2019 — 208 с.
- Літо з амазонками: повість. — Харків: Фоліо, 2023 — 140 с.
- Сохатик і «зуб дракона»: повість. — Харків: Фоліо: 2023 — 158 с.

## Літературні премії
- імені Агатангела Кримського (2001, за збірку «Однокрил»)
- «Благовіст» (2007, за збірку «Тайнопис тиші»)
- імені родини Косачів (2011, за книжки для дітей «Зустріч на Босому мосту», «Таємниця Княжої гори», «У Янгола під крилом», «Буслик хоче до Світязя»)
- імені Олександра Олеся (за збірку «Голос папороті»)
- імені Віктора Близнеця «Звук павутинки» (2012, за книжку «Шуршик В. та інші казки з Яринчиного саду»)[6]
- імені Лесі Українки (2014, за книжку «Шуршик В. та інші: казки з Яринчиного саду»)[7]
- I премія Всеукраїнського конкурсу «Золотий лелека» (2008, за повість "Таємниця Княжої гори)
- I премія конкурсу «Книжкова толока» (2014, за книжку для дітей "Чупакабра і чотири «мушкетери»).
- II премія конкурсу «Ярославів Вал» на найкращу історичну книжку (2009, за роман для підлітків «Білий вовк на Чорному Шляху»)
- II премія всеукраїнського конкурсу «Відродимо забутий жанр» (2011, за радіоп'єсу «Охоронець для Янгола»).
- III премія всеукраїнського конкурсу «Відродимо забутий жанр» (2010, за радіоп'єси «Тополинка» і «Самотня жінка бажає познайомитися, або Ігри для риб»)
- III премія Національного конкурсу «Найкраща книга року — 2011» (2011, за книжку для дітей «У Янгола під крилом»)
- Дипломант Міжнародного літературного конкурсу «Коронація слова» (2011, за роман «Янгол у сірому»)
- Володар спеціальної премії Міжнародного конкурсу «Коронація слова» (2013, за роман-фентезі для дітей «Роденія, або Подорож за веселку»)
- Лауреат конкурсу "Коронація слова (2014, за роман «Енна»)
- I премія конкурсу «Коронація слова» (2015, за роман «Вересові меди»)
- Премія «Глиняний кіт» — (2017, «За розвиток традицій українського оповідання у книжці «Етюд з метеликом»)
- 2-а премія Мііжнародного літературного конкурсу «Dnipro-Book-Fest» (2020)
- 2-а премія «Гранд-Коронація» Міжнародного літературного конкурсу «Коронація слова» (2021, за роман «Та, що ламає вітер»)

## Інші відзнаки
- Заслужений журналіст України (2006)
- Володар «Крила натхнення» загальнонаціональної програми «Людина року» (1998 р.)
- «Людина року Волинського краю» (2000 р.)
- «Почесна відзнака» Національної спілки журналістів України (2004 р.)
- Почесна відзнака «Журналістська гідність» (2006, за підсумками загальнонаціонального конкурсу «Українська мова — мова єднання»)
- Лауреат творчої премії міського голови за вагомий внесок у розвиток культури Луцька (2013)
- «Почесна відзнака» Національної спілки письменників України (2015 р.)